# RC Deportivo de La Coruña
A Real Club Deportivo de La Coruña (magyarul „La Coruña-i Királyi Sportklub”, röviden Deportivo La Coruña vagy csak Deportivo) a spanyol labdarúgó-bajnokság egyik legismertebb klubja. Székhelye a Galicia autonóm közösségben található A Coruña városa. Az egyesület 1906. március 2-án alakult meg Club Deportivo de la Sala Calvet néven. A Deportivo az 1941–42-es szezonban jutott fel először az élvonalba, ahol az 1949–50-es évadban a második helyet harcolta ki. Az „aranykor” 1957-ig tartott, mikor a klub kiesett a másodosztályba. A Deportivo anyagi helyzete, amely sosem volt túl jó, egyre válságosabbra fordult, és a jobb képességű játékosokat nem sikerült megtartania. Ennek hatására a klub először az élvonal és a másodosztály között ingázott, majd az 1970-es években egészen a negyedosztályig zuhant. Az egyesület adósságállománya eközben egyre nőtt. A válság kezelésének érdekében a klub vezetését lecserélték. Augusto César Lendoiro elnöksége alatt a Deportivo anyagi háttere megszilárdult és a sikeres igazolásoknak köszönhetően hosszú idő után ismét feljutott az élvonalba. A klub fénykora az 1992-től 2004-ig tartó időszakra esett. A Deportivo ekkor a spanyol bajnokság és az európai labdarúgás egyik meghatározó csapata volt. Azóta ugyan teljesítménye visszaesett, azonban a 2010-es évekig az első osztály meghatározó tagja volt. A 2010–11-es szezonban azonban a Valenciától az utolsó fordulóban hazai pályán elszenvedett 2-0-s vereség azt jelentette, hogy a csapat a 18. helyen végzett, és kiesett az élvonalból. 2021–22-ben a spanyol harmadosztályban szerepel.

## Története

### A kezdetek
A labdarúgás 1902-ben jutott el A Coruña városába. A helyieket az Egyesült Királyságból hazatérő José María Abalo ismertette meg a játék alapjaival. Két évvel később, 1904 márciusában került sor az első komolyabb mérkőzésre a Corralón de la Gaiteira-ban. A társainak adott első leckéket követően Abalo csapatot alapított, melynek a város neve után a Corunna nevet adta. Csapatával ezt követően megmérkőzött az angol Dilligent nevű hajó legénységével, ezzel véglegesen lefektetve az új sportág alapjait a városban.
A klub hivatalosan 1906. március 2-án alakult meg Club Deportivo de la Sala Calvet néven, a tekintélyes Galera utcai Sala Calvet tornacsarnokban, amely a város szívében volt található. Első elnöke Luis Cornide volt. Az első formációnak a következő játékosok voltak a tagjai: Salvador Fojón, Venancio Deus, Juan Long, Ángel Rodríguez, Manuel Álvarez, Daniel Aler, Paco Martínez, Félix de la Paz, Virgilio Rodríguez, Juan Manuel López és Martínez Urioste.
1907. május 11-én Luis Moyano jóváhagyta az új egyesület szabályzatát. Másfél évvel később XIII. Alfonz spanyol király a klubnak a királyi (Real) név viselésének jogát adományozta, ugyanakkor tiszteletbeli elnöke lett az ekkor már Real Club Deportivo de La Coruña néven ismeretes egyesületnek. A város valóságos futball-lázban égett, és a királyi név felvételének évében, 1909-ben sor került a korszerűbb régi Riazor Stadion felavatására. A Federico Fernández Amor Calvet által létrehozott létesítmény területe 18 ezer négyzetméter volt, 6000 fős férőhellyel rendelkezett és a mai Colegio de Las Esclavas helyén volt található. A Deportivo elnöke ebben az időszakban Laureano Martínez volt. A csapat, mely felavatta a pályát, a következő játékosokból állt: Martínez, Long, Ancos, De Llano, Martínez, Rajoy, Rodríguez, Álvarez, Rincón, Paz és Portela.

### 1920-tól 1950-ig

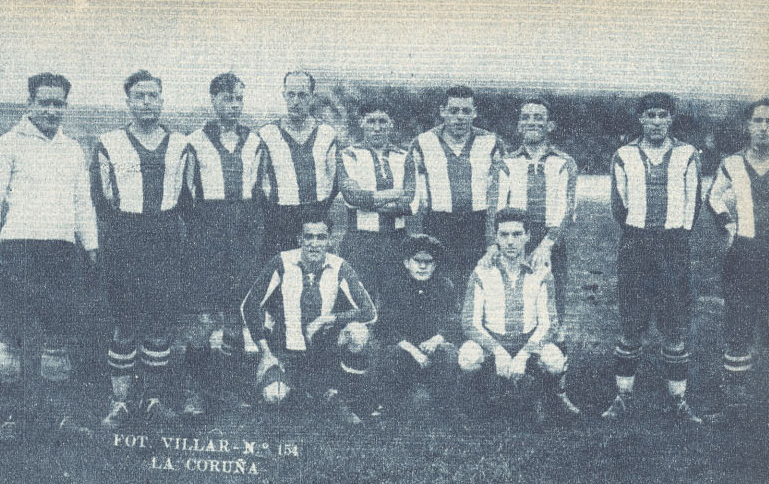
A Deportivo csapata 1927-ben.

A spanyol válogatott 1920-ban, a hollandiai Antwerpenben rendezett olimpián elért sikerének hatására megszületett egy országos labdarúgó-bajnokság megalapításának ötlete. A labdarúgás helyzete kedvezően alakult a városban is, és a Deportivo számos barátságos mérkőzést játszott az 1928–29-es szezonig, a spanyol labdarúgó-bajnokság megszületéséig. A klubnak azonban ebben az idényben nem sikerült túljutnia a selejtezőkön, és így a másodosztály küzdelmeiben vett részt az Alavés, a Sevilla, a Celta Vigo, a Valencia CF, a Real Betis, az Iberia, a Real Oviedo, a Sporting Gijón és a Rácing de Madrid társaságában. A csapat végül a 8. helyen zárt.
1932-ben a Deportivo a spanyol labdarúgókupában legyőzte az addig veretlen és bajnoki címmel büszkélkedő Real Madrid csapatát. Az 1930-as évek legkiemelkedőbb Deportivo játékosa Eduardo González Valiño, becenevén Chacho volt, aki egyben spanyol válogatott is volt. A spanyol polgárháború alatt szünetelt a bajnokság, emiatt számos barátságos mérkőzésre került sor. Ezek közül a legkiemelkedőbb az 1938 márciusában Ferrolban játszott, Racing elleni találkozó volt. Ezen a mérkőzésen mutatkozott be a Deportivo történetének legjobb kapusává váló Juanito Acuña.
Az 1940–41-es szezonban végre sikerült a csapatnak kiharcolnia az élvonalban való szereplés jogát, a Murcia elleni 2:1-es győzelemmel végződő mérkőzésen. A feljutást kiharcoló csapat tagjai a következő játékosok voltak: Acuña, Novo, Pedrito, Muntané, Molaza, Reboredo, Breijo, Guimerans, Elícegui, Chacho és Chao, Hilario Marrero edző vezetése alatt. A sikerért minden játékos 2000 pesetát kapott, amit a klub nehéz anyagi helyzete miatt csak közadakozásból tudtak megoldani. Az élvonalbeli szereplés hatására a csapat 1944-ben a magasabb színvonalú, új Riazor Stadionba költözött.
A sikeres szereplés nem sokat váratott magára. Az 1949–50-es szezonban a csapat 2. helyet ért el a bajnokságban. A klub elnöke ekkor Daniel Chaver Gómez, az edző pedig Scopelli volt. A csapat tagjai a következő játékosok voltak: Acuña, Pedrito, Ponte, Botana, Juanete, Guimeráns, Tino, Dieste, Ponce, Moll és Rafael Franco. A bajnoki címet a Deportivo az utolsó fordulóban a San Mamés Stadionban, az Athletic Bilbao elleni döntetlennel vesztette el, a bajnok az Atlético Madrid lett.

### 1950-től 1980-ig
A csapat az 1950-es években két argentin játékos, Corcuera és Oswaldo leszerződtetésével erősítette meg támadó alakzatát, melyben ekkor összesen négy dél-amerikai (a két fenti labdarúgó, Franco és Moll), valamint egy helyi játékos, Tino szerepelt. Ez a felállás Orquesta Canaro néven vonult be a csapat történetébe, akik az 1950–51-es szezonban, 30 mérkőzés alatt összesen 64 alkalommal voltak eredményesek. Ezzel kezdetét vette a klub „arany évtizede”, amely 1957-ig tartott. A csapat ezen időszak alatt valóban jól teljesített a spanyol pontvadászatban. A bajnoki második hely után a klub sikerrel tartotta fent biztonságos helyzetét az élvonalban. Ebben az időszakban volt Helenio Herrera az egyesület edzője, és olyan játékosokkal büszkélkedett, mint Suárez és Pahíño. Az „aranykor” egyben a remény és a csalódás időszaka is volt, mivel a klub helyzete a jó játékosok ellenére lassan kezdett bizonytalanná válni.
A fenti híres Orquesta Canaro után még számos minőségi labdarúgó játszott a klubnál rövidebb ideig. Többek között Luis Suárez, Amancio, Reija, Veloso, Jaime Blanco, Manolete, Pellicer és Buyo, azonban az egyesület nehéz anyagi helyzete miatt nem sikerült őket megtartani. Ez a hátrány mindig is meghatározta a klub helyzetét. Az első osztályból való kiesést követően az 1961–62-es szezonban ismét sikerült kiharcolni az élvonalba jutást. A következő szezont sikeresen kezdte a Deportivo és az akkoriban Európa élcsapatának számító Benfica együttesét is sikerült legyőzniük. Ennek ellenére az évad végén a klub újból kiesett a másodosztályba. Innentől kezdve a Deportivo az első és a másodosztály között „ingázott” és csak az 1968–69-es szezonban sikerült két éven keresztül az élvonalban maradnia. 1969 júliusában González elnök kinevezte a csapat élére a híres sportújságírót, Manuel Fernández Trigót, de az 1969–70-es évad végén ismét kiesés következett a Celta Vigo elleni, a Riazor Stadionban elszenvedett 1:0-s vereséget követően.
Az 1970-es években azonban a klub még ennél is rosszabb helyzetbe került és több osztálynyit zuhant. A csapat szerepelt a harmad- és negyedosztályban (Segunda B, Tercera división) is, amely jelentős veszteséget jelentett mind hírnévben, mind anyagiakban. A klub adóssága közben egyre emelkedett. A legrosszabb szezon az 1973–74-es volt, mikor a csapat kiesett a negyedosztályba. A következő évadban, Irulegui vezetése alatt azonban sikerült a feljutás. A „sikert” kiharcoló csapat leggyakoribb összeállítása a következő volt: Seoane, Belló, Luis, Canosa, Cobas, Caamaño, Piño, Vales, Castro, Muñoz és Rabadeira. 1975 és 1976 nyarán a csapat Dél-Amerikában túrázott. Az együtteshez az 1975–76-os szezonban érkezett José Antonio Naya, de az évadot már Cheché Martín vezetésével zárta az ötödik helyen. Az edzők egymást váltogatták a kispadon, miközben a klub adóssága 78-ról 83 millió pesetára emelkedett.

### 1980-tól 1991-ig
Az 1980-as években a klubnak sikerült stabilizálnia a helyét a másodosztályban, az élvonalba visszajutás azonban nem sikerült, 1988 májusában még innen is majdnem kiesett. Az utolsó fordulóban, a Racing de Santander elleni mérkőzésen, Vicente hosszabbításban elért góljának köszönhetően sikerült bentmaradnia a másodosztályban. A folyamatos anyagi problémák leküzdése és a csapat stabilizálása érdekében a klub vezetését teljesen átszervezték. 1988-ban, a Colegio de Los Salesianos-ban tartott gyűlésen Augusto César Lendoirót választották a Deportivo elnökévé. Az adósságállomány ekkor már elérte a 600 millió pesetát.
Az 1988–89-es szezont a helyi Arsenio Iglesias edző irányítása alatt kezdte a csapat, amely gyakorlatilag megegyezett a kiesést éppen csak elkerülő játékosokkal. A csapat, melyhez csatlakozott a brazil Raudnei, sikeresen szerepelt a spanyol labdarúgókupában. Ugyan az élvonalba jutást most sem sikerült kiharcolnia, de a kupában elért eredménynek és az első pozitív bevétellel végződő szezonzárásnak köszönhetően az évad mégis sikeresnek volt mondható.
Az 1989–90-es szezon fordulópontot jelentett az egyesület életében. A csapat, amelyben ekkor mutatkozott be Martin Lasarte és Sabín Bilbao, rendkívül motivált volt. Velük, valamint Szredojevics, Batrovics és Sztojanov segítségével a csapat majdnem kiharcolta a feljutást a CD Tenerife ellenében. Az osztályozó-mérkőzés első körében döntetlen született, azonban a Riazor Stadionban játszott második mérkőzésen végül mégis a Tenerife diadalmaskodott. A klub anyagi helyzete stabil maradt, és a klubtagsággal rendelkező szurkolók száma ekkor már elérte a 17 500 főt. Az egyesület a feljutás érdekében újabb játékosokat igazolt. A csapathoz előbb Josu, Albístegui, Sztojadinovics, Kanatlarovszki, Mújika, Villa, Albis, Uralde, majd később Đukić is csatlakozott. Az 1990–91-es szezonban szintén az utolsó fordulóban dőlt el a Deportivo sorsa: a kék-fehérek a Real Murcia legyőzésével, 18 év távollét után jutottak fel az élvonalba.

### 1991-től 1993-ig

#### Az 1991–92-es szezon
Az 1991–92-es szezon egyfajta átmenetet jelentett, mivel a csapatot az idősebb és fiatal játékosok keveréke alkotta. Utóbbaiak közé tartozott Claudio, Ribera, López-Rekarte, Canales, Liaño, Kirov és Kirjakov is. A csapatot Marco Antonio Boronat irányította. A szezon során sikerült jobb eredményeket is elérni, mint például a Sporting de Gijón elleni 5:2-es győzelem (Uralde mesterhármasával), azonban a csapat sorsát végül ismét osztályozó mérkőzés döntötte el. A Real Betis elleni győzelemmel sikerült kiharcolni a bennmaradást, amit a szurkolók úgy ünnepeltek, mintha a csapat a bajnoki címet nyert volna.
Ebben az időszakban a leggyakrabban szereplő játékosok posztonként a következők voltak:: Liaño - Sabin Bilbao, Albístegui, Đukić, Lasarte, López-Rekarte/Mariano Hoyas - Fran, Kanatlarovszki, Kirjakov, José Ramón - Claudio.

#### Az 1992–93-as szezon
Az 1992–93-as szezonban már nemzetközileg ismert játékosok is érkeztek a klubhoz. Először a brazil Mauro Silva és Bebeto, majd a spanyol Aldana, Juanito, Nando, José Ramón and Serna követték. Az átigazolásokkal Lendoiro kifejezésre juttatta, hogy a klub szándéka nem csak a kiesés elkerülése lesz az új szezonban. A szezonnyitó mérkőzésen 30 ezer szurkoló jelent meg a Riazor Stadionban, mely a „Madrid, Barcelona itt vagyunk” kiáltásoktól visszhangzott. A csapat megnyerte az első 5 mérkőzését, melyek közt volt a szenzációs Real Madrid elleni, 0-2-ről 3-2-re fordított összecsapás is. Bebeto 2 találatot szerzett ezen a mérkőzésen és a szezon során 29 góljával elnyerte a spanyol gólkirályi címet, a Pichichi-trófeát.
A Deportivo 18 fordulón keresztül vezette a tabellát és ezzel téli bajnok lett. Februárban és márciusban a Real Madrid és a Barcelona FC elleni vereségeknél azonban megmutatkozott a játékosok rutintalansága. A csapat a Real ellen Claudio góljával még vezetést is szerzett, azonban később a megítélt büntetőt nem sikerült értékesíteni. A Barcelona ellen viszont esélye sem volt a Deportivo játékosainak. A klub végül a 3. helyen zárta a bajnokságot, ami hatalmas meglepetést és sikert jelentett. Ezzel története során először a Deportivo bejutott a bajnokok ligájába. Francisco Liaño kapus a teljesítményéért átvehette a Ricardo Zamora-trófeát és a klub 4 játékosa is meghívót kapott a spanyol labdarúgó-válogatottba. Egyikük a csapatkapitány Fran volt, akit azon a nyáron majdnem leigazolt a Real Madrid együttese. Lendoiro azonban játékosai megtartása mellett döntött.
A 3. helyezést elért csapat leggyakrabban szereplő játékosai a szezon során posztonként a következők voltak: Liaño - Nando, Albístegui, Ribera, Đukić, López-Rekarte - Fran, Mauro Silva, Aldana - Bebeto, Claudio.

### 1993-tól 1995-ig

#### Az 1993–94-es szezon
Az 1993–94-es szezon örökké emlékezetes marad a klub számára. Ebben az évadban került sor az egyesület első európai kupaszereplésére és a bajnoki cím drámai, utolsó pillanatokban történt elvesztésére is. A csapathoz olyan jól ismert labdarúgók érkeztek, mint Donato, Manjarín, Paco , Elduayen, Voro, Pedro Riesco és Alfredo. A csapat ennek megfelelően december elején a tabella élén állt és a Real Madridot is sikerült 4-0-s arányban legyőzniük. Az UEFA-kupában az Aalborg BK után az Aston Villa együttesén is sikerült túljutniuk, azonban a 3. körben az Eintracht Frankfurt túl erősnek bizonyult a Deportivo számára.
A bajnokságra koncentrálva a csapat december 4-től vezette a tabellát, és az utolsó fordulóban már egy, a Valencia CF elleni hazai győzelem elég lett volna a bajnoki cím elnyeréséhez. A félidőben 0-0 volt az eredmény a Riazor Stadionban, miközben a Sevilla FC 1-0-ra vezetett a szintén a bajnoki címért küzdő Barcelona ellen. A Barca azonban előbb egyenlített, majd a mérkőzés vége előtt 20 perccel Romário a vezetést is megszerezte a Barcelona együttesének, így a Deportivo számára csak a győzelem lehetett volna elfogadható eredmény. A hosszabbításban a csapat részére büntetőt ítéltek, melyet Miroslav Đukić végezhetett el. A játékos azonban elhibázta a lövést, így a Barcelona jobb gólarányának köszönhetően megnyerte a bajnokságot.
A szezon végén Francisco Liaño kapus második alkalommal nyerte el a Zamora-trófeát, mivel csak 18 gólt kapott a szezon során. A kapus és a védelem teljesítményét dicséri, hogy utánuk a Barcelona és a Sevilla FC csapatai következtek 42 kapott góllal. A 38-ból 27 mérkőzést kapott gól nélkül játszotta végig az együttes, beleértve az utolsó 6 összecsapást is.
Az évadban a legtöbbet szerepelt játékosok posztonként a következők voltak: Liaño - Nando, Voro, Đukić, Ribera, López-Rekarte - Fran, Mauro Silva, Donato - Bebeto, Claudio

#### Az 1994–95-ös szezon
Az 1994–95-ös szezont kiegyensúlyozott teljesítmény jellemezte. 1994 decemberében a csapat a második helyet foglalta el a spanyol bajnokságban, az első vereség a 11. játéknapig váratott magára. Az UEFA-kupában a Deportivo először a Rosenborg BK, majd az FC Tirol Innsbruck együttesét búcsúztatta. A német Borussia Dortmund ellen azonban hosszabbítást követően kiesett a csapat, mert az 1-0-s, Bebeto góljával elért hazai győzelem nem volt elég a továbbjutáshoz. A Deportivo így ismét a hazai küzdelmekre koncentrálhatott. 1995 márciusában ennek ellenére a 4. helyig csúszott vissza a kék-fehér együttes, az Atlético de Madrid ellen elszenvedett 1-0-s hazai vereség után. Ezt követően a Deportivo egy 9 mérkőzésből álló veretlenségi sorozatot produkált, amelynek köszönhetően egyre jobban megközelítette a listavezető Real Madridot.
Az egymás elleni összecsapásra a Santiago Bernabéu stadionban került sor. A mérkőzés sokáig 1-1-es döntetlenre állt Bebeto góljának köszönhetően, de végül a Real diadalmaskodott Zamorano találatával. A Deportivo így a második helyen végzett, és az utolsó 2 mérkőzésén összesen 13 gólt szerzett, valamint harmadik alkalommal kvalifikálta magát a nemzetközi porondra. A megérdemelt sikerre végül 1995. június 27-én a spanyol labdarúgókupa döntőjében került sor. Manjarín találata előnyhöz juttatta a Deport, majd Predrag Mijatović egyenlített. Ezt Alfredo gólja követte, mely eldöntötte a találkozó és a kupagyőzelem sorsát a Deportivo javára.
A szezon során a leggyakrabban szerepelt játékosok posztonként a következők voltak: Liaño - Nando, Ribera, Đukić, Voro, López-Rekarte - Fran, Donato, Aldana - Manjarín, Bebeto

### 1995-től 1998-ig

#### Az 1995–96-os szezon
Az 1995–96-os szezont a csapat, az első igazán sikeres edző Arsenio Iglesias Pardo búcsúja után, John Benjamin Toshackkal kezdte, nagy elvárások közepette. Ezt tovább fokozta az augusztusi, Real Madrid elleni 5-1-es összesítésű szuperkupa-győzelem is. Az első fordulóban a csapat még magabiztos játékkal verte 3-0-ra a Valencia CF együttesét, a szezon azonban nem az elvárásoknak megfelelően alakult. A sok elszenvedett vereség hatására a csapat októberben a 12. helyre csúszott vissza. Nem sokat segített a helyzeten Toschack viszonya a szurkolókkal (vita a favorizált játékosokat illetően) és az olyan kulcsjátékosokkal, mint Bebeto. A Deportivo egyedül a Kupagyőztesek Európa-kupájában szerepelt jól.
A decemberi bukdácsolást követően a csapat három jelentősebb győzelmet aratott (a Rayo Vallecano ellen 6-0, a Real Madrid ellen 3-0, a Real Oviedo ellen 2-0), és az 5. helyre kapaszkodott fel. A januári jó játékot azonban ismét visszaesés követte: a Deportivo kiesett a spanyol labdarúgókupából, márciusban pedig már csak a 10. helyet foglalta el a bajnokságban, majd áprilisban kiesett a Kupagyőztesek Európa-kupájából is. A hullámzó teljesítménynek köszönhetően a csapat végül csak a 9. helyen fejezte be a bajnokságot. Toshack a csapatot hibáztatta, a szurkolók pedig Toshackot.
Az idény során a legtöbbet szerepelt játékosok posztonként a következők voltak: Liaño - Nando/Villarroya, Paco, Đukić, Voro, López-Rekarte - Fran, Donato, Aldana/Alfredo - Manjarín, Bebeto.

#### Az 1996–97-es szezon
Az 1996–1997-es szezon újabb gondokat vetett fel. Bebeto visszatért Brazíliába és a csapat meghatározó játékosai is kezdtek kiöregedni. A Canal+-szal kötött 7 éves szerződésnek köszönhetően a klub 135 millió euróra tett szert, majd Toshack Lendoiro támogatásával új játékosokat hozott a csapatba: Songo'o, Kouba, Najbet, Armando, Bonnissel, Martins és Madar érkezett. A brazil sztár Bebeto helyére pedig újabb brazilt igazoltak le Rivaldo személyében 7,4 millió euróért. Toshack viszonya a szurkolók és csapat után a klub vezetésével is megromlott, amikor elkezdte kritizálni Lendoiro elnököt az új igazolásokra elköltött összegek miatt.
A szezont remekül kezdte a csapat, 1996 végén még veretlenül állt, lemaradása csupán 2 pont volt a listavezető Real Madriddal szemben, 17 forduló alatt mindössze 8 gólt kapott. A védelem mellett Rivaldo és Martins is jól teljesített. A csapat nem látványosan játszott, hanem inkább eredményesen. Toshackot az egyik bíróra tett megjegyzése miatt a Spanyol labdarúgó-szövetség megbüntette. Az edző a Don Balónnak adott interjújában már magát a klubot is elkezdte kritizálni. Az elnök a Barcelona FC elleni mérkőzés előtt több új játékost szerződtetett, azonban a Deportivo a mérkőzést elveszítette. Az összecsapás után a népszerűtlen Toshack bejelentette a szezon vége utáni távozási szándékát. A következő visszaesés után ismét felszínre törtek a Toshack és a játékosok, az elnök, valamint a szurkolók közötti ellentétek, így az edző már a szezon vége előtt lemondott. Az irányítást előbb a segédedző José Manuel Corral, majd a brazil Carlos Alberto Silva vette át. Az új edző érkeztével a csapat feltámadt, és hat egymás utáni mérkőzést megnyert. Ezt követően ugyan még következett egy hullámvölgy, de a csapat a 3. helyen fejezte be a bajnokságot. Rivaldo végül 21 találatot ért el, a kameruni Jacques Songo'o kapus pedig elnyerte a Ricardo Zamora-trófeát.
Az évadban a legtöbbet szerepelt játékosok posztonként a következők voltak: Songo'o - Nando, Đukić/Hélder, Najbet, Armando - Rivaldo, Mauro Silva, Martins, Donato - Manjarín, Renaldo.

#### Az 1997–98-as szezon
Az 1997–98-as szezon előtt a csapat több új játékost szerződtetett és rendkívül erősnek tűnt. Az egyik legfontosabb igazolást a brazil Djalminha jelentette. Az átigazolási időszak vége előtt azonban az FC Barcelona a kivásárlási záradékot kihasználva megszerezte Rivaldót a klubtól és Miroslav Đukić is távozott. A csapat a kulcsjátékosok elvesztésével jelentősen meggyengült és kiegyensúlyozatlan lett.
A szezon ennek megfelelően meglehetősen rosszul alakult. A csapat már az első fordulóban az AJ Auxerre ellenében kiesett az UEFA-kupából, és a bajnokságban is bukdácsolt. Az edzői teendőket Silva távozása után ismét José Manuel Corral vette át, azonban a bajnoki 11. helynél jobbat vele sem sikerült elérni. A Valencia CF elleni vereségnek köszönhetően pedig a Deportivo közel került a kiesést jelentő helyekhez. A problémák megoldására Lendoiro két dél-afrikai csatárt igazolt le, azonban a csapat eredményességeben nem állt be jelentős változás. A Deportivo végül a 12. helyen fejezte be a bajnokságot, ennek ellenére a klub anyagi helyzete stabil maradt. A szezon során egyedül Djalminha teljesítménye volt kiemelkedő.
Az évadban a legtöbbet szerepelt játékosok posztonként a következők voltak: Songo'o - Bonnissel, Najbet, Paco, Armando - Fran, Flávio Conceiçao, Mauro Silva, Donato, Djalminha - Bassir/Abreu

### 1998-tól 2000-ig

#### Az 1998–99-es szezon
A Deportivo az új szezont már a nagy rivális Celta de Vigo együttesétől elcsábított Javier Irureta vezetésével kezdte el. A számos újonnan igazolt játékosnak viszont időre volt szüksége az eredményes szerepléshez. A csapat először ismét a 12. helyig zuhant a tabellán, ekkor azonban az egyik új játékos, Turu Flores kiemelkedő teljesítménye sokat javított a Deportivo eredményességén. A feljavult játéknak köszönhetően a Real Madridot 4-0-ra, a Celta de Vigo együttesét pedig 2-1-re verték a kék-fehérek. Turu Flores január és április között 13 találatot ért el.
Az RCD Mallorca idegenbeli 2-1-es legyőzésével a Deportivo már a 3. helyen állt a tabellán. A csapat teljesítménye azonban visszaesett, és végül csak a 6. helyet sikerült megszereznie. A spanyol labdarúgókupában pedig az Atlético de Madrid együttese diadalmaskodott a kék-fehérek felett, így a csapatnak nem sikerült a döntőbe jutás.
Az idény során a legtöbbet szerepelt játékosok posztonként a következők voltak: Songo'o - Romero, Najbet, Schürrer, Armando - Fran, Flávio Conceiçao, Mauro Silva, Ziani, Djalminha - Turu Flores

#### Az 1999–2000-es szezon

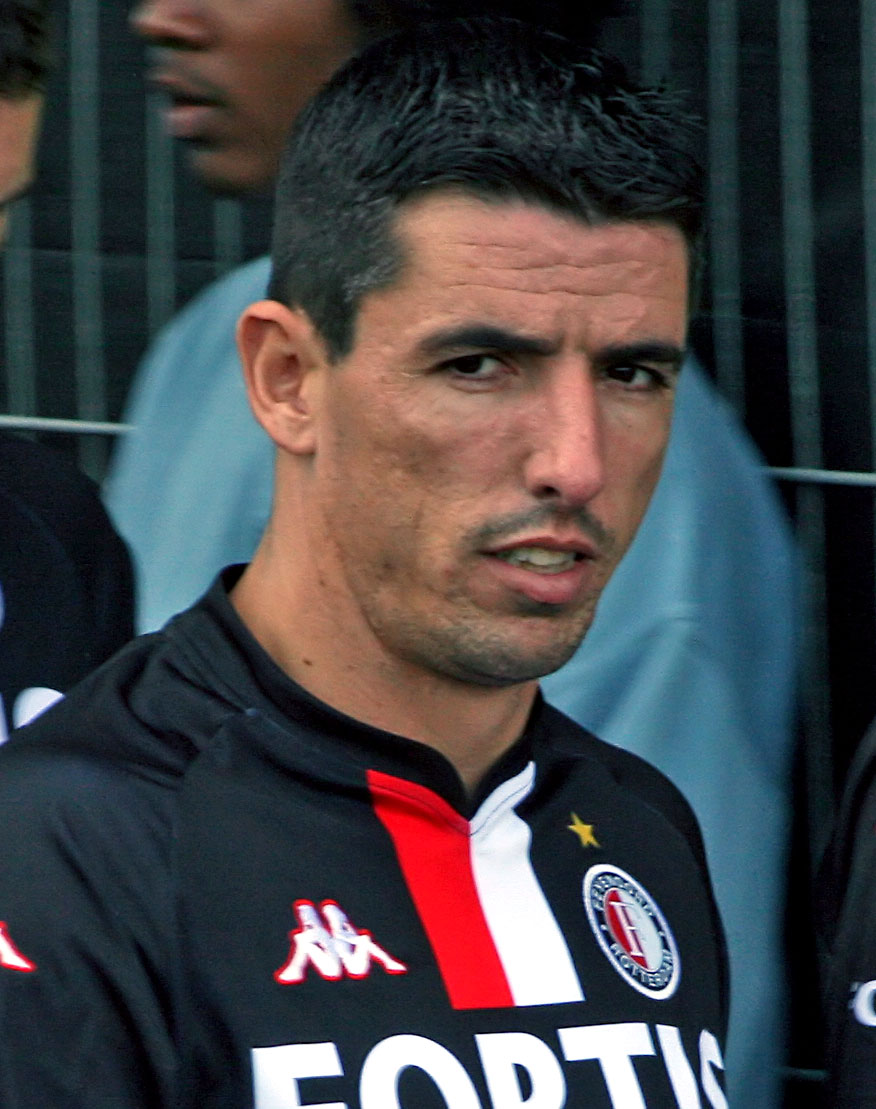
Roy Makaay, a Deportivo spanyol gólkirálya és aranycipős játékosa (2002–03)

A szezon előtt igazolt játékosok közül a legjelentősebb a 8,6 millió euróért szerződtetett Roy Makaay volt. Az új évad jól kezdődött a Deportivo számára, amit némi visszaesés követett. Ennek ellenére a csapat mind a hazai, mind az UEFA-kupában továbbjutott. A bajnokságban ezt követően egy kiemelkedő periódus következett és a kék-fehérek megszakítás nélkül 7 mérkőzésen diadalmaskodtak. A FC Barcelona együttesét 2-1-re, a rivális Celta de Vigót 1-0-ra, az Atlético Madridot pedig idegenben 3-1-re győzte le a csapat. 1999. november 21-én a Sevilla FC elleni, 5-2-re nyert mérkőzés után a Deportivo megszerezte az első helyet a bajnokságban, majd előnyét rövidesen 8 pontra növelte.
A csapat azonban nem bírta a nyomást, és a következő 4 mérkőzésen csak 1 pontot szerzett, valamint a hazai kupából is kiesett. Bár a játékosok teljesítménye némileg feljavult és a Real Madrid felett is sikerült 5-2-re diadalmaskodniuk, az UEFA-kupában az Arsenal FC túl erős ellenfélnek bizonyult. Mindeközben az FC Barcelona 2 pontra közelítette meg a kék-fehér együttest. Az utolsó 7 mérkőzés ennélfogva rendkívül izgalmasra sikeredett. A bajnoki álmokat Roy Makaay góljai segítettek életben tartani. A döntés a bajnokság utolsó fordulójára maradt. Az RCD Espanyol elleni győzelmet és a bajnoki címet végül Donato és Makaay góljai biztosították be. Ezzel a Deportivo megszerezte első bajnoki címét és először nyerte el a bajnokok ligájában való indulás jogát. A városban több mint 200 ezer galiciai ünnepelte a csapatot. Emellett a Deportivo a kupagyőztes RCD Espanyol legyőzésével a bajnoki cím mellé megnyerte a spanyol labdarúgó-szuperkupát is.
Az évadban a legtöbbet szerepelt játékosok posztonként a következők voltak: Songo'o - Romero, Najbet, Donato, Manuel Pablo - Turu Flores, Mauro Silva, Flávio Conceiçao, Víctor Sánchez, Djalminha - Makaay

### 2000-től 2004-ig

#### A 2000–01-es szezon
A szezon előtt az egyik legjelentősebb távozó Pauleta volt, míg az érkezők között volt José Francisco Molina, Joan Capdevila, Juan Carlos Valerón és Diego Tristán is. A Deportivo mind a bajnokságot, mind a bajnokok ligáját jól kezdte. 2000. november 4-éig a bajnokságban csak egy mérkőzést vesztett, a bajnokok ligájában pedig sikeresen bejutott a 2. csoportkörbe. December 2-án az RCD Espanyol idegenbeli, 2-0-s legyőzésével a Deportivo átvette a bajnokság vezetését. Ezt követően némi visszaesés következett be, és a csapat kiesett a hazai kupából, a bajnokságban pedig a következő 4 mérkőzésen csak 4 pontot sikerült szereznie.
A Real Madrid elleni 2-2 után a Deportivo a 2. helyre esett vissza. A bajnokok ligájában a Galatasaray SK jelentett átmeneti nehézséget a csapatnak. A Paris Saint-Germain FC elleni találkozó rendkívül izgalmasra sikeredett: a francia csapat már 3-0-ra vezetett a Deportivo ellen, azonban a csereként beállt Walter Pandiani mesterhármasával és Diego Tristán találatával sikerült az eredményt 4-3-ra fordítani. A csapat végül bejutott a legjobb 8 közé, ott azonban a Leeds United FC búcsúztatta a kék-fehéreket. A bajnokságban a Deportivo végül a 2. helyen végzett, Diego Tristán pedig összesen 19 találatot ért el. A csapat mindenesetre a szezonban jó benyomást keltett és a klub neve ismert lett az európai labdarúgás világában.
Az évadban a legtöbbet szerepelt játékosok posztonként a következők voltak: Molina - Romero, Najbet, Donato, Manuel Pablo - Fran, Mauro Silva, Emerson, Víctor Sánchez, Valerón - Tristán/Makaay

#### A 2001–02-es szezon
Az átigazolási időszak jelentős változásokat hozott a csapat életében: a legtöbb posztra spanyol játékos került. Az egyetlen komolyabb igazolást a 18 millió euróért megvásárolt Sergio jelentette. A szezon során a csapat bebizonyította, hogy az eddig elért eredmények nem a szerencsének voltak köszönhetőek. 2001. szeptember 25-én a bajnokok ligájában a Deportivo Pandiani és Najbet góljaival 2-1-re legyőzte a Manchester United FC együttesét a Riazor Stadionban. Bár az Olimbiakósz átmeneti nehézséget jelentett, a Manchester United FC ismételt legyőzésével a csapat bejutott a 2. csoportkörbe.
A bajnokságban a Deportivo október 13-án átvette a vezetést, és az évet az első helyen is fejezte be. Az ezt követő kiegyensúlyozatlan szereplés miatt azonban a csapat a 7. helyig esett vissza. A bajnokok ligájában sikerült legyőzniük az Arsenal FC együttesét is, de a Bayer Leverkusen elleni 3-0-s vereség jelezte, hogy a továbbjutás kérdése még nem zárult le. A Deportivo a Juventus FC ellen játszott egy döntetlent, amit egy bravúros 2-0-s, hazai győzelem követett. A spanyol labdarúgókupában a csapat bejutott a döntőbe, ahol az ellenfele a Real Madrid együttese volt. A kék-fehérek korán vezetést szereztek, és előnyüket még a szünet előtt tovább növelték. A Real Madrid kemény küzdelmet folytatott, de erejéből csak szépítő találatra futotta, így a Deportivo megszerezte 2. kupagyőzelmét. A bajnokok ligájában az Arsenal FC idegenbeli, 2-0-s legyőzésével a csapat sikeresen továbbjutott a 2. csoportkörből is. A negyeddöntőben ismét angol csapat, a Manchester United FC került a galiciaiak útjába. A bravúr most sem sikerült és a kék-fehérek 2-5-ös összesítéssel kiestek a további küzdelmekből. Ugyan a bajnokságban, a 35. játéknapon a listavezető Valencia CF ellen a Deportivo vereséget szenvedett és ezzel elveszítette bajnoki reményeit, azonban az utolsó mérkőzésen a Real Madrid 3-0-s legyőzésével végül megszerezte a 2. helyet. Az idény végén Diego Tristán 21 góljával elnyerte a Pichichi-trófeát.
A szezon során leggyakrabban szerepelt játékosok posztonként a következők voltak: Molina - Romero, Najbet, Donato/César Martín, Lionel Scaloni - Fran/Amavisca, Mauro Silva, Sergio, Valerón, Víctor Sánchez - Tristán/Makaay

#### A 2002–03-as szezon

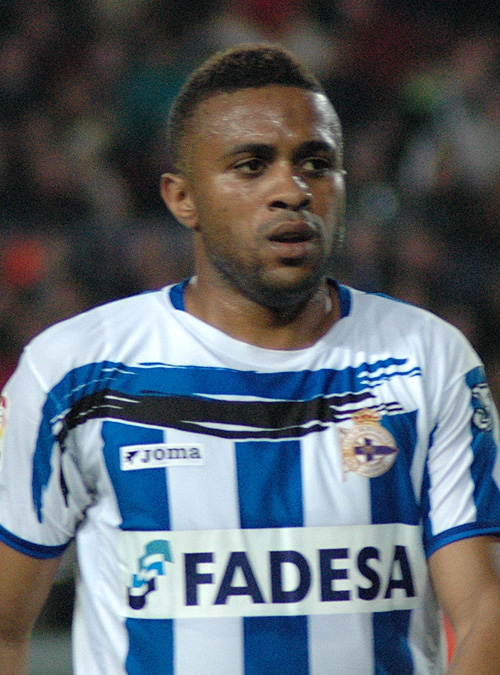
Jorge Andrade

A Deportivo a szezon előtt 38 millió eurót költött átigazolásokra. Többek között ekkor érkezett a klubhoz Jorge Andrade és Albert Luque is. Augusztusban a csapat a bajnok Valencia CF elleni mindkét mérkőzését megnyerte, így fennállása során 3. alkalommal szerezte meg a spanyol szuperkupát. 2002 szeptember 18-án Roy Makaay mesterhármasával 3-2-re sikerült legyőzni a Bayern München együttesét, és ez volt az első alkalom, hogy spanyol csapat Münchenben diadalmaskodott a Bayern felett. A Real Valladolid elleni összecsapáson azonban Juan Carlos Valerón megsérült. Hiánya teljesen destabilizálta a Deportivót, amely mind a bajnokságban, mind a bajnokok ligájában éreztette hatását. A csapat 4-0-ra vesztett a Riazor Stadionban az AC Milan ellenében, és a bajnokságban a 9. helyig esett vissza. A bajnokok ligájában, ha nehezen is, de sikerült a 2. csoportkörbe való bejutás. Roy Makaay gólerős játékával hívta fel magára a figyelmet. Ennek ellenére a sérülések és az eltiltások miatt a csapat nehéz helyzetbe került, December 7-én csak a 8. helyen állt a bajnokságban.
Bár január 4-én a Deportivo feljött a 3. helyre, a bajnokok ligájában meglehetősen rosszul szerepelt. A 2. csoportkörből való továbbjutás ezúttal nem sikerült. A Juventus FC elleni, a hosszabbításban 3-2-re elvesztett mérkőzésnek köszönhetően a csapat kiesett a további küzdelmekből. A spanyol kupából az elődöntőben, az RCD Mallorca elleni hazai, 3-2-re elvesztett összecsapást követően szintén kiesett. Valerón és a rákkal kezelt Molina kapus visszatérésének köszönhetően a Deportivo játéka jelentősen feljavult a bajnokságban. A számos megnyert találkozó között olyan sikereket találhatunk, mint a Deportivo Alavés elleni 6-0-ra, az FC Barcelona elleni, idegenbeli 4-2-re és a Recreativo de Huelva elleni 5-0-ra nyert mérkőzések. 2003 május 10-én a csapat feljött az 1. helyre, azonban ismét egy hullámvölgy következett, és a Deportivo végül a bajnokság 3. helyét szerezte meg. Különösen fájdalmas volt a nagy rivális Celta de Vigo elleni, 3-0-ra elvesztett összecsapás. Roy Makaay 29 bajnoki találatával aranycipős lett és 2003 augusztusában a Bayern München csapatához igazolt.

#### A 2003–04-es szezon
Az új szezon jól kezdődött a Deportivo számára. A bajnokságban az első három mérkőzését megnyerte a csapat. A Rosenborg BK legyőzésével pedig immár sorozatban ötödször bejutott a bajnokok ligájába. A játékosok közül ebben az időszakban a gólerős Walter Pandiani emelkedett ki. Azonban az Osasuna elleni, 3-2-re elveszített találkozó után a Valencia CF átvette a vezetést a bajnoki tabellán. Októberben a csapat ismét jó eredményeket produkált. Az Atlético de Madrid ellen 5-1-re, a Valencia CF ellen 2-1-re, az FC Barcelona ellen pedig idegenben 2-0-ra nyert a Deportivo. Ezzel ismét átvette a bajnokság vezetését. Az SD Compostela elleni kupagyőzelmet azonban az egyik Deportivo rajongó, Manuel Ríos Suárez szurkolói rendbontás miatt bekövetkező erőszakos halála árnyékolta be. A bajnokok ligájában 3 mérkőzés után 7 pontot szerzett a csapat. Novemberben erős visszaesés következett. A bajnokságban a 3. helyig esett vissza a csapat, a bajnokok ligájában pedig az AS Monaco FC 8-3-ra diadalmaskodott a galiciaiak felett. A kisiklást az AÉK FC ellen 3-0-ra nyert találkozóval sikerült némileg feledtetni. A csapat végül továbbjutott az 1. csoportkörből. 2005 elején a Deportivo a bajnokság 3. helyén állt.
Bár a spanyol kupából való továbbjutás nem sikerült, a bajnokságban a csapat rendkívül eredményes volt. A rivális Celta de Vigo ellen idegenben 5-0-ra, a Real Zaragoza ellen pedig 4-1-re nyert a Deportivo. A bajnokok ligájában a Juventus FC, majd az AC Milan legyőzésével az elődöntőbe jutott a csapat. Különösen az utóbbi jelentett szenzációt, mivel az első 1-4-re elvesztett összecsapás után 4-0-ra diadalmaskodott a Deportivo. Az FC Porto ellen azonban két szoros mérkőzés után nem sikerült a továbbjutás. A bajnokságban ekkor már csak a 3. hely elérésére mutatkozott reális lehetőség. A hajrában a Real Madridot 2-0-ra, a Celta de Vigo csapatát pedig 3-0-ra sikerült legyőzni, és a Deportivo végül megszerezte a kitűzött 3. helyet.
Az idény során a legtöbbet szerepelt játékosok posztonként a következők voltak: Molina - Capdevila, Najbet, Jorge Andrade, Manuel Pablo - Luque, Mauro Silva, Sergio, Valerón, Víctor Sánchez - Tristán/Pandiani

### 2004-től

#### A 2004–05-ös szezon
A szezon előtt még bizakodó volt a hangulat a klubnál. Az Irureta edző által kért átigazolások azonban gyakorlatilag elmaradtak, emellett számos neves játékos hagyta el a csapatot. A klub anyagi háttere bizonytalanabbá vált és a fentiekből adódóan sejthető volt, hogy nem ez lesz a Deportivo legjobb szezonja. A csapat mind a bajnokságban, mind a bajnokok ligájában rosszul kezdte az idényt. A jelentősen meggyengült csapatnak nemcsak a gólszerzéssel, de a védekezést illetően is komoly problémái voltak. A bajnokok ligájában a Deportivo hat mérkőzést követően csak 2 pontot gyűjtött be, és rúgott gól nélkül már az első csoportkör után kiesett. A bajnokságban a csapat októberben a 8. helyen állt, és a spanyol labdarúgókupa sem hozott sikert. Az Elche CF elleni 1-0-ra elvesztett találkozó a Deportivo kiesését jelentette a hazai kupából. A bajnokságban a csapat 17 mérkőzés után a 13. helyre esett vissza. A rossz eredmények kikezdték a játékosok morálját is, Walter Pandiani a csapatot süllyedő hajónak hívta. A Deportivo játéka nem sokat javult a szezon hátralévő részében, a csapat leggyakrabban a 9-10. hely körül állt. Az utolsó fordulóban a CD Numancia elleni 1-1 végül a 8. helyet jelentette a galiciai klub számára, ami az Intertotó-kupában való indulásra volt elegendő.
Az idény során a legtöbbet szerepelt játékosok posztonként a következők voltak: Molina/Munúa - Romero, Jorge Andrade, César Martín/Coloccini, Manuel Pablo - Luque, Valerón, Sergio, Lionel Scaloni/Duscher, Munitis/Víctor Sánchez - Tristán/Pandiani

#### A 2005–06-os szezon
Az idény előtt még számos alapjátékos, többek között Fran González, Walter Pandiani, Albert Luque és Mauro Silva távozott a klubtól. Az új edző pedig Joaquín Caparrós lett. A klubot számos ismert, de a korábbiakhoz képest kevésbé jelentős játékossal hozták hírbe, ennek ellenére csak két ismertebb és egy teljesen ismeretlen, ingyenesen igazolható labdarúgó érkezett a csapathoz. A Deportivo tehát tovább gyengült. A korlátozott anyagi lehetőségek miatt Caparrós a játékosok képességeinek maximális kihasználásával próbált javítani a helyzeten. Az Intertotó-kupában jól kezdett a csapat és bejutott a döntőbe. Az első mérkőzést 2-0-ra nyerték az Olympique de Marseille ellen. A visszavágón azonban, amely sokáig 1-1-re állt, az utolsó percekben a csapat összeomlott és végül 5-1-re kikapott, így az UEFA-kupában való indulást nem sikerült kivívni. A szezon meglehetősen jól kezdődött, a Deportivo az ötödik forduló után az 5. helyet foglalta el a tabellán. A csapat teljesítménye ezt követően némileg visszaesett. Érezhető volt, hogy ez már nem az a korábbi, félelmetes csapat és a játék sem volt olyan látványos, mint az előző években. Ennek ellenére a Deportivo nem adta fel a küzdelmet, és a 18. fordulóra felkapaszkodott a 4. helyre. A csapat teljesítményét azonban előbb számos játékos felfüggesztése, majd Juan Carlos Valerón és Jorge Andrade komoly sérülése hátráltatta. A Deportivo a bajnokság második felében többnyire a 7-8. helyen állt, azonban az utolsó forduló elvesztésével végül a 8. helyen végzett. Különösen a hazai mérlege volt rossz a csapatnak. A spanyol labdarúgókupában a Valencia CF legyőzésével a Deportivo bejutott az elődöntőbe, ott azonban az RCD Espanyollal szemben, 1-2-es összesítéssel kiesett.
A szezon során leggyakrabban szerepelt játékosok posztonként a következők voltak: Molina, Capdevila, Coloccini, Jorge Andrade/Juanma, Manuel Pablo, Romero, Sergio/Valerón, Duscher/De Guzmán, Víctor Sánchez/Arizmendi, Munitis, Tristán

#### A 2006–07-es szezon

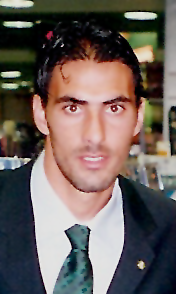
Dudu Aouate

Az átigazolási időszak legjelentősebb eseményét José Francisco Molina kapus és Diego Tristán távozása valamint az izraeli labdarúgó-válogatott hálóőrének, Dudu Aouate személyének érkezése jelentette. Hosszú idő óta ez volt az első szezon, amikor a Deportivo (az Intertotó-kupát is beleértve) egyáltalán nem vett részt nemzetközi kupákban. A csapat a körülményekhez képest jól kezdte a bajnoki idényt, és a 7. fordulóban, az Atlético de Madrid 1-0-s legyőzése után az 5. helyen állt. Ezt követően azonban a sok vereségnek és döntetlennek köszönhetően a 15. fordulóra a 15. helyig esett vissza a galiciai együttes. A csapat teljesítménye ezt követően sem javult sokat, és a 11. helynél nem állt jobban a szezon során, az utolsó fordulókra pedig a 13. helyre esett vissza.
A rendkívül gyenge idény végén azonban még ez a pozíció is veszélybe került és csak az utolsó játéknapon sikerült bebiztosítani a 13. helyet. A legnagyobb problémát a korábbi gólerős játékosok teljes hiánya jelentette, mivel a legtöbb találatot Ángel Javier Arizmendi érte el 5 góllal. A kapott gólok tekintetében a középmezőnyhöz tartozott a csapat. Némi vigaszt csak a spanyol labdarúgókupa jelentett, ahol a galiciai együttes az elődöntőbe jutott. Itt azonban a Sevilla FC elleni két mérkőzés után összesítésben 5-0-ra kapott ki a Deportivo.

#### A 2007–08-as szezon
Az átigazolási időszakban a jelentősebb játékosok közül távozott Ángel Javier Arizmendi, Joan Capdevila, Aldo Duscher, Juanma és Jorge Andrade. A fontosabb érkezők a mexikói José Andrés Guardado, a csapathoz visszatérő Adolfo Munúa kapus és a svéd Christian Wilhelmsson voltak. Az edzői posztot Miguel Ángel Lotina vette át. Az előző évi rossz szereplésnek köszönhetően a Deportivo ismét lemaradt a nemzetközi kupákban való szereplésről. A bajnoki szezon rendkívül rosszul kezdődött, és a csapat a 3. játéknapon elért 11. helyétől eltekintve többnyire a 14-17. hely között ingázott, a 15. és a 21. forduló között pedig elérte a mélypontot, és folyamatosan a 19. helyen tartózkodott. Az eredmények azonban lassan javulni kezdtek, és a 34. fordulóban, az FC Barcelona legyőzésével (2-0) a csapatnak sikerült elérnie a 7. helyet. Az utolsó négy forduló alatt viszont csak 3 pontot sikerült elérni, így a Deportivo végül a 9. helyen fejezte be a bajnokságot. A védelmet tekintve az előző szezonhoz hasonlóan átlagos teljesítményt nyújtott a csapat, a gólerősséget tekintve azonban némi javulás állt be. Az idény meglepetése az előző években kevesebb lehetőséget kapó Francisco Jiménez Tejada (becenevén Xisco) volt, aki 25 mérkőzésen 9 találatot ért el. A spanyol labdarúgókupában a Deportivo már a legjobb 32 között kiesett az RCD Espanyol ellenében.

#### A 2008–09-es szezon

A Deportivo 2008-ban

Az átigazolási időszak legjelentősebb eseményét Daniel Aranzubía kapus, a portugál José Eduardo Rosa és a Valencia CF és az Atlético de Madrid csapatában is szerepelt Mista érkezése, valamint José Andrés Guardado távozása jelentette. A csapat az Intertotó-kupát megnyerve bejutott az UEFA-kupába, ahol a Hajduk Split és az SK Brann legyőzésével bekerült a csoportkörbe. A spanyol labdarúgó-bajnokság 7. fordulója után a Deportivo 9 ponttal a 11. helyen tartózkodott, 2 pontnyira az UEFA-kupa szereplést jelentő 6. helytől. A játékosok teljesítményét tekintve Daniel Aranzubía kapus nyújtott kiemelkedőt, a csapat játékát összességében a gólszegénység jellemezte. A bajnokság felénél a Deportivo a 8. helyen állt, 1 pontnyira az UEFA-kupa indulást jelentő 6. helytől. Az elért gólok tekintetében nem javult a csapat helyzete. Aranzubía kapus ekkor a bajnokság 3. legjobb kapusa volt. A Deportivo a legjobb 32 közé jutott az UEFA-kupában, ahol végül az Aalborg BK búcsúztatta. A spanyol labdarúgókupában pedig a legjobb 16 között esett ki a csapat a Sevilla FC ellenében. A Deportivo végül a hetedik helyen zárta a bajnokságot és így nem jutott be az UEFA-kupába. A csapat a kapott gólok tekintetében a harmadik legjobb volt a bajnokságban, azonban a góllövés tekintetében továbbra sem remekelt. Daniel Aranzubía bizonyult a spanyol bajnokság harmadik legjobb kapusának. A legeredményesebb játékos pedig Ángel Lafita volt nyolc góllal.

#### A 2009–10-es szezon

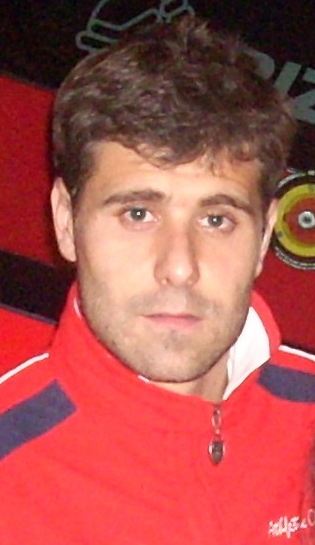
Daniel Aranzubia kapus

Az átigazolási időszak legjelentősebb eseményét a kanadai Julián De Guzmán és az uruguayi Gustavo Munúa távozása, valamint a kolumbiai Brayan Angulo érkezése jelentette. A csapat ebben a szezonban nem indult a nemzetközi kupákban. A spanyol labdarúgó-bajnokság első felében az előző szezonhoz hasonlóan meglehetősen kiegyensúlyozott teljesítményt nyújtott és a 20 forduló után az Európa-ligában való indulásra jogosító a hatodik helyen állt. A csapat most is inkább a jó védelmének köszönhetően érte el ezt a helyezést, mivel a játéka ebben az idényben is meglehetősen gólszegény volt. Daniel Aranzubia kapus a 25. fordulót követően a negyedik helyen állt a Zamora-díjért vívott küzdelemben.
A spanyol labdarúgókupában a Deportivo a legjobb 32 között indult. A Real Murcia, majd a Valencia CF legyőzésével bejutott a negyeddöntőbe, ahol ellenfele a Sevilla FC volt. A csapat már az első mérkőzés után jelentős hátrányba került, mivel a Sevilla FC 3-0 arányban megnyerte az összecsapást. A visszavágón elért 1-0 így nem volt elegendő a továbbjutáshoz és a Deportivo a legjobb nyolc között kiesett a kupából. A bajnokság végére a csapat teljesítménye jelentősen visszaesett és csak a tizedik helyen végzett.

#### A 2010–11-es szezon
A szezon meglehetősen rosszul sikerült. A csapat a gólképtelensége miatt az utolsó fordulóban, a Valencia CF elleni vereségnek köszönhetően - a 18. helyen végezve - kiesett az élvonalból. A játékosok összesen 31 gólt értek el, amely a bajnokságban elért leggyengébb teljesítmény volt. A mezőny legjobbja a spanyol U21-es válogatott Adrián López Álvarez volt, aki 31 mérkőzésen nyolc gólt szerzett. A kiesés különösen azért jelentett nagy csalódást, mivel a csapat védelme viszonylag stabil volt. A kapott gólok alapján a Deportivo a középmezőny elején kellett volna hogy végezzen. Ebben jelentős szerepe volt a védelemben szereplő Diego Colottónak és Daniel Aranzubia kapusnak. Előbbi 36, utóbbi 32 alkalommal szerepelt a szezon során. A fentiek ellenére a Deportivo a spanyol labdarúgókupában viszonylag jól szerepelt és a CA Osasuna, valamint a Córdoba CF legyőzésével bejutott a negyeddöntőbe. Itt azonban az UD Almería összesítésben 4–2-re győzött, így a csapat kiesett a további küzdelmekből.

## Eredmények

### Élvonalbeli bajnoki szereplések
A csapat a 2016–17-es szezon végéig egy alkalommal volt bajnok és öt alkalommal szerezte meg a második helyet. A klub történetének legszebb és legeredményesebb periódusa 1992 és 2004 között volt.
| Idény   | Helyezés | Idény     | Helyezés | Idény   | Helyezés | Idény   | Helyezés |
| ------- | -------- | --------- | -------- | ------- | -------- | ------- | -------- |
| 1941–42 | 4. hely  | 1942–43   | 9. hely  | 1943–44 | 12. hely | 1944–45 | 14. hely |
| 1946–47 | 13. hely | 1948–49   | 10. hely | 1949–50 | 2. hely  | 1950–51 | 12. hely |
| 1951–52 | 11. hely | 1952–53   | 14. hely | 1953–54 | 7. hely  | 1954–55 | 7. hely  |
| 1955–56 | 12. hely | 1956–57   | 15. hely | 1962–63 | 14. hely | 1964–65 | 16. hely |
| 1966–67 | 16. hely | 1968–69   | 10. hely | 1969–70 | 14. hely | 1971–72 | 14. hely |
| 1972–73 | 17. hely | 1991–92   | 17. hely | 1992–93 | 3. hely  | 1993–94 | 2. hely  |
| 1994–95 | 2. hely  | 1995–96   | 9. hely  | 1996–97 | 3. hely  | 1997–98 | 12. hely |
| 1998–99 | 6. hely  | 1999–2000 | 1. hely  | 2000–01 | 2. hely  | 2001–02 | 2. hely  |
| 2002–03 | 3. hely  | 2003–04   | 3. hely  | 2004–05 | 8. hely  | 2005–06 | 8. hely  |
| 2006–07 | 13. hely | 2007–08   | 9. hely  | 2008–09 | 7. hely  | 2009–10 | 10. hely |
| 2010–11 | 18. hely | 2012-13   | 19. hely | 2014-15 | 16. hely | 2015-16 | 15. hely |
| 2016–17 | 16. hely |           |          |         |          |         |          |

### Galiciai bajnoki címek
A csapat összesen hat alkalommal végzett az élen az 1913-tól 1940-ig megrendezett galiciai labdarúgó-bajnokságban.
- 1926–27-ben, 1927–28-ban, 1930–31-ben, 1932–33-ban, 1936–37-ben és 1939–40-ben

### Teresa Herrera-kupa
A Teresa Herrera-kupát egy olyan A Coruña-i személyről nevezték el, aki 36 éven keresztül a nincstelenek nyomorának enyhítéséért küzdött. A kupában, amelynek küzdelmeit először 1946-ban rendezték meg, azóta számos ismert spanyol és külföldi klub is részt vett. Többek között az AC Milan, a Real Madrid, a Lazio, a Sporting Lisszabon, a Ferencváros és számos ismert dél-amerikai csapat. A tornát a Deportivo összesen 20 alkalommal nyerte meg, a következő években:
- 1955, 1962, 1964, 1969, 1995, 1997, 1998, 2000, 2001, 2002, 2003, 2004, 2005, 2006, 2007, 2008, 2012, 2014, 2015, 2016

### Szereplések a spanyol labdarúgókupában
A Deportivo két alkalommal, 1995-ben és 2002-ben nyerte el a spanyol labdarúgókupát. A spanyol labdarúgó-szuperkupában pedig három alkalommal, 1995-ben, 2000-ben és 2002-ben diadalmaskodott a csapat.
| Idény   | Elért eredmény | Idény   | Elért eredmény | Idény   | Elért eredmény   | Idény   | Elért eredmény   |
| ------- | -------------- | ------- | -------------- | ------- | ---------------- | ------- | ---------------- |
| 1910*   | 3. hely        | 1926**  | legjobb 8      | 1927**  | miniliga szakasz | 1928**  | miniliga szakasz |
| 1932    | legjobb 8      | 1933    | legjobb 8      | 1934    | legjobb 16       | 1940    | legjobb 16       |
| 1942    | legjobb 16     | 1943    | legjobb 8      | 1944    | legjobb 16       | 1949    | legjobb 16       |
| 1950    | legjobb 16     | 1951    | legjobb 16     | 1952    | legjobb 16       | 1954    | legjobb 16       |
| 1955    | legjobb 8      | 1956    | legjobb 16     | 1957    | legjobb 8        | 1959    | legjobb 16       |
| 1964    | legjobb 16     | 1965    | legjobb 16     | 1966    | legjobb 16       | 1967    | legjobb 16       |
| 1969    | legjobb 8      | 1971    | legjobb 8      | 1973    | legjobb 8        | 1982    | legjobb 8        |
| 1983    | legjobb 16     | 1984    | legjobb 8      | 1985    | legjobb 16       | 1989    | elődöntő         |
| 1991    | legjobb 16     | 1992    | elődöntő       | 1994    | legjobb 16       | 1995    | kupagyőztes      |
| 1996    | legjobb 16     | 1997    | legjobb 16     | 1998    | legjobb 8        | 1999    | elődöntő         |
| 2000    | legjobb 16     | 2002    | kupagyőztes    | 2003    | elődöntő         | 2004    | legjobb 16       |
| 2005    | elődöntő       | 2007    | elődöntő       | 2008–09 | legjobb 16       | 2009–10 | legjobb 8        |
| 2010–11 | legjobb 8      | 2011–12 | legjobb 32     |         |                  |         |                  |

* Miniliga rendszerben
** Vegyes rendszerben

### Nemzetközi szereplések

#### UEFA-kupa
A klub jelenleg 5. alkalommal szerepel az UEFA-kupában.
A Deportivo az 1993–94-es szezonban indult először a tornán és a dán Aalborg BK, valamint az angol Aston Villa FC legyőzésével a 3. körig jutott. Itt azonban a német Eintracht Frankfurt együttese megoldhatatlan feladat elé állította a csapatot és a Deportivo két 1-0-s vereséget követően kiesett a küzdelemből.
Az 1994–95-ös szezon hasonlóan végződött. A norvég Rosenborg BK és az osztrák FC Wacker Tirol együttesét legyőzve ismét a 3. körig eljutva esett ki a csapat. Az előző évadhoz hasonlóan német együttes búcsúztatta a kék-fehéreket. A Borussia Dortmund 3-2-es összesítéssel jutott tovább a Deportivo ellenében.
Az 1997–98-as szezonban a csapat rendkívül kiegyensúlyozatlan teljesítményt nyújtott mind a bajnokságban, mind a kupákban. Ennek megfelelően már az első körben búcsúzni kényszerült az UEFA-kupában, mivel a francia AJ Auxerre együttese 2-1 arányban diadalmaskodott a Deportivo felett.
Az 1999–2000-es szezonban került sor az eddigi legsikeresebb szereplésre. Az első forduló még szoros eredményt hozott. A csapat a norvég Stabæk IF ellen 2-1-es összesítéssel jutott tovább. A 2. és 3. fordulóban a Deportivo magabiztos játékkal diadalmaskodott a francia Montpellier HSC és a görög Panathinaikósz felett. Előbbit 5-1-re, utóbbit 5-3-ra győzte le. A 4. fordulóban azonban az angol Arsenal FC megállíthatatlannak bizonyult és 6-3 összesítéssel, magabiztosan utasította maga mögé a galiciai együttest.
A 2008–09 kiírásba az Intertotó-kupán keresztül jutott be a Deportivo. Első ellenfele a horvát HNK Hajduk Split együttese volt a második selejtezőkörben. A horvát klub legyőzésével a Deportivo bejutott az első fordulóba, ahol a norvég SK Brann lett az ellenfele. Az első mérkőzést 2-0 arányban a norvég csapat nyerte. A visszavágón azonban a spanyol együttes 2-0-ra legyőzte az SK Brannt. A mérkőzést követő büntetőpárbajt a Deportivo nyerte 3-2 arányban, így sikerült bejutnia a csoportkörbe. A spanyol klub a csoportban az orosz CSZKA Moszkva, a francia AS Nancy, a lengyel KKS Lech Poznań és a holland Feyenoord csapataival vív küzdelmet. Első ellenfele a CSZKA Moszkva volt. A Moszkvában játszott mérkőzést az orosz csapat nyerte 3-0 arányban. A második összecsapás a Feyenoord ellen került megrendezésre hazai pályán, melyet a Deportivo nyert meg 3–0 arányban. A KKS Lech Poznań elleni idegenbeli mérkőzésen 1–1-es eredmény született. Az AS Nancy elleni, 1–0-ra megnyert hazai találkozónak köszönhetően a csapat végül másodikként végzett a csoportjában és a legjobb 32 közé jutott. A Deportivo következő ellenfele a dán Aalborg BK együttese volt. Az első, idegenbeli mérkőzést a dán csapat nyerte 3-0 arányban. A visszavágón ugyancsak az Aalborg BK diadalmaskodott (ezúttal 3-1-re) és a Deportivo kiesett a további küzdelmekből.

#### Kupagyőztesek Európa-kupája
A Kupagyőztesek Európa-kupájában a Deportivo egy alkalommal szerepelt, az 1995–96-os szezonban. Az első fordulóban a csapat megsemmisítő vereséget mért a ciprusi APÓEL együttesére, és 8-0-s összesítéssel jutott tovább. A második fordulóban ugyancsak magabiztos játékkal sikerült legyőzniük a török Trabzonsport 4-0 arányban. Az első komolyabb ellenféllel a negyeddöntőben találkozott a Deportivo. Az ugyancsak spanyol Real Zaragoza együttesével vívott találkozók szoros eredményt hoztak. A kék-fehérek azonban 2-1 arányban jobbnak bizonyultak ellenfeleiknél és bejutottak az elődöntőbe. Itt a csapat a francia Paris Saint-Germain FC együttesével vívott harcot a döntőbe jutásért. A Deportivo lendülete azonban megtört. Mindkét találkozón szoros, 1-0-s vereséget szenvedett és kiesett a további küzdelmekből.

#### Bajnokok ligája
Az UEFA-bajnokok ligájában a klub összesen öt alkalommal szerepelt. 
A bemutatkozásra a 2000–01-es szezonban került sor. Az első csoportkörben a görög Panathinaikósz, a német Hamburger SV és az olasz Juventus FC voltak a csapat ellenfelei. Az első körből 10 ponttal veretlenül jutott tovább a Deportivo. A 2. csoportkörben a kék-fehérek a francia Paris Saint-Germain FC, az olasz AC Milan és a török Galatasaray SK együttesével vívott harcot a negyeddöntőbe jutásért. A Deportivo ugyancsak 10 ponttal csoportelső lett. Leggólgazdagabb mérkőzéseit korábbi Kupagyőztesek Európa-kupája ellenfelével, a Paris Saint-Germain FC együttesével játszotta (3-1, 4-3). A negyeddöntőben azonban az angol Leeds United FC meglepte a csapatot és 3-0-ra diadalmaskodott a kék-fehérek felett. A visszavágón nem sikerült ledolgozni a hátrányt és a Deportivo 2-0-s győzelme csak a szép búcsúra volt elegendő.
A 2001–02-es szezonban a Deportivo az első csoportkörben a görög Olimbiakósz, az angol Manchester United FC és a francia Lille OSC együttesével vívott küzdelmet a továbbjutásért. Ugyan nem sikerült legyőzni sem az Olimbiakósz, sem a Lille OSC csapatát, de a Manchester United FC elleni oda-vissza megnyert találkozóknak köszönhetően a Deportivo 10 ponttal, magabiztosan jutott tovább a csoportból. A 2. csoportkörben a csapat az angol Arsenal FC, a német Bayer 04 Leverkusen és az olasz Juventus FC együttese ellen küzdött. Bár a Bayer 04 Leverkusen ellenében mindkétszer vereséget szenvedtek a galiciaiak, az Arsenal FC elleni két győzelem és a Juventus FC ellen elért 4 pontnak köszönhetően továbbjutott a csapat.
A 2002–03-as idényben az első csoportkörben a Deportivo az olasz AC Milan, a német FC Bayern München és a francia RC Lens együttesével mérte össze a tudását. A csapat jól szerepelt, és az elért 12 pontnak köszönhetően bejutott a 2. csoportkörbe. Itt az angol Manchester United FC, az olasz Juventus FC és a svájci FC Basel csapataival mérkőzött a továbbjutásért. A mérkőzések kiegyenlített küzdelmeket hoztak, és a 13 pontot begyűjtő Manchester United FC kivételével a Deportivo és ellenfelei egyaránt 7 ponttal végeztek a csoportban. Ez azonban a Juventus FC együttesének kedvezett, így a Deportivo kiesett a további küzdelmekből.
A 2003–04-es szezonban a csapat már a 3. selejtezőkörben pályára kényszerült lépni. Ellenfele a norvég Rosenborg BK együttese volt. Szoros mérkőzések után végül a Deportivo a bajnokok ligája főtáblájára jutott. Ellenfelei az első csoportkörben a görög AÉK FC, a holland PSV Eindhoven és a francia AS Monaco FC voltak. A küzdelmek során a Deportivo ugyan kiegyensúlyozott teljesítmény nyújtott, azonban az AS Monaco FC elleni mérkőzés máig az egyik legkellemetlenebb emlék a klub történetében. A kiválóan játszó francia csapat meglepte a Deportivót, és 8-3-ra megnyerte a mérkőzést. Ennek ellenére a csapat a PSV Eindhovennel együtt 10 ponttal zárta a csoportküzdelmeket. Az előző idénnyel ellentétben ez most a galiciai klub továbbjutását jelentette. A negyeddöntőbe jutásért a csapat ellenfele az olasz Juventus FC volt. A Deportivo két 1-0-s győzelmének köszönhetően továbbjutott a negyeddöntőbe, ahol ismét olasz csapattal került szembe. Az AC Milan elleni mérkőzések rendkívüli izgalmakat hoztak. Az első, idegenbeli találkozót a Deportivo 4-1-re elvesztette. A Riazor Stadionban a csapat mindent megtett, hogy ledolgozza a hátrányát. Ennek köszönhetően a Deportivo 4-0-ra diadalmaskodott a teljesen meglepett olasz együttes felett. Az elődöntőre azonban elfogyott a csapat lendülete és a portugál FC Porto elleni szoros mérkőzések után 0-1-es összesítéssel kiesett a további küzdelmekből.
A 2004–05-ös idényben került sor a csapat eddigi utolsó szereplésére. A Deportivo a 3. selejtezőkörben csatlakozott a küzdelmekhez. Ellenfele az ír Shelbourne FC együttese volt, melyet összesítésben 3-0-ra utasított maga mögé. Az első csoportkörben a görög Olimbiakósz, az angol Liverpool FC és a francia AS Monaco FC csapataival küzdött a továbbjutásért. A Deportivo rendkívül gyenge teljesítményt nyújtott, és az AS Monaco FC az előző szezonhoz hasonlóan súlyos, 5-0-s vereséget mért a galiciai csapatra. A Deportivo sem támadásban, sem védekezésben nem tudta felvenni a versenyt vetélytársaival és 0-9-es gólaránnyal, valamint a 6 mérkőzés alatt szerzett 2 ponttal kiesett a küzdelmekből.

#### Intertotó-kupa
A Deportivo 2005-ben szerepelt először az Intertotó-kupában és a második körben kapcsolódott be a küzdelmekbe. Az FK Budućnost Podgorica, az NK Slaven Belupo és a Newcastle United FC együttesén túljutva a döntőbe jutott, ahol azonban az Olympique de Marseille csapata diadalmaskodott a kék-fehér együttes felett.
A 2008-as küzdelmekhez a 3. fordulóban csatlakozott a klub. Ellenfele a Bnei Sakhnin FC együttese volt. Az izraeli csapat legyőzésével a Deportivo bejutott az UEFA-kupa 2008–09-es kiírásába.

#### Összesítés
- A 2010–11-es szezon végén:

| Kiírás                      | M   | Gy | D  | V  | RG/KG   | G   |
| --------------------------- | --- | -- | -- | -- | ------- | --- |
| UEFA-bajnokok ligája        | 62  | 25 | 17 | 20 | 78-79   | -1  |
| UEFA-kupa                   | 32  | 14 | 5  | 13 | 43-36   | +9  |
| Kupagyőztesek Európa-kupája | 8   | 4  | 2  | 2  | 14-3    | +11 |
| Intertotó-kupa              | 10  | 8  | 0  | 2  | 18-10   | +8  |
| Összesen                    | 112 | 51 | 24 | 37 | 153-128 | +25 |

## Egyéb statisztikák
Legnagyobb arányú győzelem: Deportivo – UE Lleida 10:1 (1950–1951)

Legnagyobb arányú vereség: Deportivo – FC Barcelona 0:8 (2015–2016)

Leghosszabb veretlenség: 22 mérkőzés (1993–1994 27. játéknap – 1994–1995 10. játéknap)

## Játékoskeret
2016. július 15-én:
| #  |          | Poszt | Név              |
| -- | -------- | ----- | ---------------- |
| 1  | argentin | K     | Germán Lux       |
| 2  | lengyel  | K     | Przemyslaw Tyton |
| 3  | spanyol  | K     | Rubén Martínez   |
| 4  | brazil   | V     | Sidnei           |
| 6  | spanyol  | V     | Arribas          |
| 7  | spanyol  | V     | Albentosa        |
| 8  | spanyol  | V     | Insua            |
| 9  | spanyol  | V     | Fernando Navarro |
| 11 | spanyol  | V     | Saúl Garcia      |
| 12 | spanyol  | V     | Juanfran Moreno  |
| 13 | spanyol  | V     | Laure            |
| 14 | spanyol  | KP    | Álex Bergantinos |

| #  |             | Poszt | Név              |
| -- | ----------- | ----- | ---------------- |
| 15 | spanyol     | KP    | Pedro Mosquera   |
| 16 | Costa Rica2 | KP    | Celso Borges     |
| 17 | spanyol     | KP    | Álvaro Queijeiro |
| 18 | marokkó     | KP    | Faycal Fajr      |
| 19 | török       | KP    | Emre Colak       |
| 20 | spanyol     | KP    | Bicho            |
| 21 | portugál    | KP    | Bruno Gama       |
| 22 | spanyol     | KP    | Borja Valle      |
| 23 | spanyol     | CS    | Lucas Pérez      |
| 24 | spanyol     | KP    | Oriol Riera      |
| 25 | spanyol     | KP    | Luis Fernández   |

## Kiemelkedő játékosok
A labdarúgók megközelítőleg időrendi sorrend szerint vannak felsorolva.
| - Virgilio Rodríguez - Luis Otero Sánchez - Ramón González Figueroa - Fernando Fariña Barros (Fariñita) - Antonio Rodríguez Mouriño (Antoñito) - Eduardo González Valiño (Chacho) - Antonio Chas Veira - Manuel Fernández Fernández (Painho) - Juán Acuña Naya (Xanetas) - Bazán - Arias - Juan Ignacio Otero (El Parrocho) - Arsenio Iglesias Pardo - Jaime Eduardo Agulló Quintela - José Ramón González 1987–95 és 1998–2000 - Fran González 1988–2005 - Miroslav Đukić 1990–97 - José Luis Ribera Uranga 1991–96 - Juan Garrido Canales 1991–96 - Francisco Liaño 1991–96 - Luis María López Rekarte (López Rekarte) 1991–96 - Fernando Martínez Perales (Nando) 1992–97 - Adolfo Aldana Torres 1992–96 - Bebeto 1992–96 - Mauro Silva 1992–2005 | - Agustín de Carlos Elduayen 1993–96 - Salvador González Marco (Voro) 1993–96 - Alfredo Santaelena Aguado (Alfredo) 1993–97 - Francisco Jémez Martín (Paco) 1993–98 - Javier Manjarín Pérez 1993–99 - Donato Gama da Silva 1993–2003 - Julio Salinas Fernández 1994–95 - Aitor Beguiristain (Txiki) 1995–97 - Jérôme Bonnissel 1996–99 - Flávio Conceição 1996–2000 - Hélder Cristóvão 1996–2002 - Núr ed-Dín Najbet 1996–2004 - Rivaldo 1996–97 - Jacques Songo'o 1996–2001 és 2003–04 - Sebastián Abreu 1997–2004 - Musztafa Hadzsi 1997–99 - Djalminha 1997–2004 - Lionel Scaloni 1997–2006 - José Oscar Flores (Turu Flores) 1998–2002 - Manuel Pablo 1998–2016 - Pauleta 1998–2000 - Stéphane Ziani 1998–99 - Szlavisa Jokanovics 1999–2000 - Víctor Sánchez 1999–2006 - Roy Makaay 1999–2003 | - José Manuel Méndez (Manel) 1999–2002 - Diego Tristán 2000–06 - Walter Pandiani 2000–05 - José Francisco Molina 2000–06 - Joan Capdevila 2000–07 - César Sampaio 2000–01 - Aldo Duscher 2000–07 - Emerson Moisés Costa 2000–02 - Juan Carlos Valerón 2000–2013 - José Emilio Amavisca 2001–04 - Jorge Andrade 2002–07 - Juan Miguel García (Juanmi) 2002–03 - Albert Luque 2002–05 - Pedro Munitis 2003–06 - Juanma Delgado 2005–07 - Dudu Aouate 2006–08 - Daniel Aranzubia 2008–2013 |

## Díjazott játékosok
Spanyol gólkirályok (Pichichi-trófea):
- Bebeto, 1992–1993, 29 gól
- Makaay, 2002–2003, 29 gól (aranycipős lett)
- Tristán, 2001–2002, 21 gól

A spanyol bajnokság legjobb kapusai (Ricardo Zamora-trófea):
- Acuña, 1941–1942, 1942–1943 1949–1950 és 1950–1951
- Otero, 1953–1954
- Liaño, 1992–1993 és 1993–1994
- Songo´o, 1996–1997[53]

## A Deportivo legeredményesebb játékosai az élvonalban
| Év      | Játékos neve                                                            | Gólok száma |
| ------- | ----------------------------------------------------------------------- | ----------- |
| 1941–42 | José González Caballero                                                 | 11          |
| 1942–43 | Francisco González Paquirri                                             | 11          |
| 1943–44 | Francisco González Paquirri                                             | 7           |
| 1944–45 | Manuel Guimerans Correa                                                 | 8           |
| 1946–47 | José Latorre Belsúe                                                     | 7           |
| 1948–49 | Rafael Franco Reyes és Manuel Marquínez                                 | 14          |
| 1949–50 | Rafael Franco Reyes                                                     | 14          |
| 1950–51 | Marcelino Fernández Vázquez                                             | 16          |
| 1951–52 | Arsenio Iglesias Pardo, Dagoberto Moll Sequeira és Oswaldo García Nardi | 7           |
| 1952–53 | Oswaldo García Nardi                                                    | 11          |
| 1953–54 | Manuel Fernández Fernández                                              | 14          |
| 1954–55 | Manuel Fernández Fernández                                              | 18          |
| 1955–56 | Manuel Fernández Fernández                                              | 14          |
| 1956–57 | Arsenio Iglesias Pardo                                                  | 8           |

| Év      | Játékos neve                                                                                    | Gólok száma |
| ------- | ----------------------------------------------------------------------------------------------- | ----------- |
| 1962–63 | José Fidalgo Veloso                                                                             | 13          |
| 1964–65 | Óscar Montalvo Finetti                                                                          | 8           |
| 1966–67 | Carlos Pellicer Vázquez                                                                         | 6           |
| 1968–69 | Antonio López Beci                                                                              | 11          |
| 1969–70 | Juan Ramón Aldalur Lasa                                                                         | 5           |
| 1971–72 | Antonio López Beci, Vicente Cervera Llorga, Juan Rodríguez Rodríguez és Manuel Ríos Quintanilla | 4           |
| 1972–73 | Benito Rubiñan Soutullo                                                                         | 4           |
| 1991–92 | Claudio Barragán Escobar                                                                        | 10          |
| 1992–93 | Bebeto                                                                                          | 29          |
| 1993–94 | Bebeto                                                                                          | 16          |
| 1994–95 | Bebeto                                                                                          | 16          |
| 1995–96 | Bebeto                                                                                          | 25          |
| 1996–97 | Rivaldo                                                                                         | 21          |
| 1997–98 | Djalminha                                                                                       | 8           |
| 1998–99 | Turu Flores                                                                                     | 14          |

| Év        | Játékos neve             | Gólok száma |
| --------- | ------------------------ | ----------- |
| 1999–2000 | Roy Makaay               | 22          |
| 2000–01   | Diego Tristán            | 19          |
| 2001–02   | Diego Tristán            | 20          |
| 2002–03   | Roy Makaay               | 29          |
| 2003–04   | Walter Pandiani          | 13          |
| 2004–05   | Alberto Luque            | 11          |
| 2005–06   | Diego Tristán            | 11          |
| 2006–07   | Ángel Javier Arizmendi   | 5           |
| 2007–08   | Francisco Jiménez Tejada | 9           |
| 2008–09   | Ángel Lafita             | 8           |
| 2009–10   | Iván Sánchez (Riki)      | 8           |
| 2010–11   | Adrián                   | 8           |
| 2012-13   | Iván Sánchez (Riki)      | 13          |
| 2014-15   | Lucas Pérez Martínez     | 6           |
| 2015-16   | Lucas Pérez Martínez     | 17          |

## Stadionok

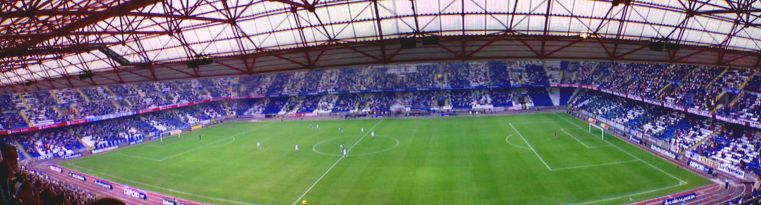
A Riazor Stadion

A Deportivo első arénája a Corralón de la Gaiteira volt, melyet 1906-tól használt.
A klub 1909 májusában a régi Riazor Stadionba költözött, amely a mai aréna helyén állt. A stadion a Riazor elnevezést a közelben található partszakasz után kapta. Felavatására 1909. május 16-án került sor, a Fortuna de Vigo elleni mérkőzéssel. A fejlesztéseknek köszönhetően az aréna öt év múlva már kisebb lelátókkal is rendelkezett. A Deportivo ebben a stadionban látta vendégül az uruguayi labdarúgó-válogatottat, és a spanyol első osztályba való feljutás első éveiben is itt játszott 1941-től 1944-ig.
Az új Riazor Stadiont, amely Galicia legnagyobb arénája volt, 1944-ben adták át. Építési költsége 5 millió spanyol peseta volt és Ramón del Llano ötletei alapján készült el. A terveket két építész Santiago Rey Pedreira és Angel Llopiz készítették. Befogadóképessége hivatalosan 37 000 fő volt, de az is előfordult, hogy 60 ezer szurkoló zsúfolódott össze a stadionban. Felavatására 1944. október 28-án, az első mérkőzésre pedig október 29-én került sor a Valencia CF ellen (2:3), 18 000 néző előtt. 1947-ben itt rendezték meg a spanyol labdarúgókupa döntőjét. A stadiont az 1980-as évek elején korszerűsítették az 1982-es labdarúgó-világbajnokságra való tekintettel. Ez azonban jelentős csökkenést okozott a férőhelyek tekintetében. A felújítás nagy részét a helyi önkormányzat finanszírozta.
1983-ban Francisco Vázquez polgármester és Corzo Sierra, a Deportivo elnöke megállapodást kötött a stadion használatát illetően. A megegyezés értelmében a klub 50 évre megkapta a létesítmény használati jogát, jelképes évi 1 peseta díj ellenében. Az 1990-es évek jó eredményeire és a korábban elvesztett férőhelyekre való tekintettel a stadiont felújították, 1998-ra az aréna befogadóképessége így 35 600 főre emelkedett.
Jelenlegi férőhelyek száma: 34 611 fő (csak ülőhely)

A pálya mérete: 105 × 68 méter

Egyéb, kiegészítő létesítmények: öltöző, szauna, szakrendelő, rehabilitációs és doppingellenőrző helyiségek

## Induló
Rock del Deportivo
Vamos !!!

Y digo Deportivo, vamos a ganar este partido

Y digo de Primera el Deportivo es directivo

Vivo- Vivo- Vivo

Vamos a ganar, la afición os va a apoyar

Y vamos a gritar y acompañar

Pero no hagáis el canel

Que no nos tomen el pelo, pelo…

Y digo Deportivo vamos a ganar este partido

Y digo de Europa, el Deportivo es directivo

Vivo - Vivo- Vivo

Y digo Deportivo, vamos a ganar este partido

Y digo Deportivo, vamos a ganar este partido

Y digo Deportivo, vamos a ganar este partido

De el mundo el Deportivo es directivo

Vivo - Vivo - Vivo
Az induló itt hallgatható meg: Rock verzió; Szimfonikus verzió (MP3 formátum)

## Szurkolók, riválisok
A Deportivo a 2007–08-as szezonban 22 722 klubtagsággal rendelkező szurkolóval rendelkezett. A hazai mérkőzések átlagos látogatottsága ebben az évadban 29 716 fő volt. A legismertebb és legnagyobb létszámú szurkolói csoportot a Riazor Blues ultrái alkotják. A csoportot 1986–87 körül alapították a helyi fiatalok. A csapat későbbi sikereivel maga a Riazor Blues is megerősödött. Jelenlegi taglétszámuk 1000 fő körül van. Baráti kapcsolatban állnak a Tripuslelak Taldea és a Peña Mújika tagjaival, ellenfelei közé pedig a Celtarras (Celta Vigo), az Ultras Sur és a Txango´s ultrái tartoznak.
A Deportivo legnagyobb riválisa az 1920-as évek óta a Celta Vigo együttese. A két csapat gyakran egymást váltva osztozott galiciai bajnoki címeken, majd később a spanyol bajnokság első osztályban vetélkedtek egymással. Jelenleg a Celta Vigo a spanyol másodosztály küzdelmeiben vesz részt, azóta a két csapatnak és azok ultráinak ritkán van alkalmuk az összecsapásra.

## Edzők
| - Félix Gila: 1927–28 és 1929–33 - Woggenhuber Ferenc*: 1928–29 - José Planas: 1933–34 - Fernando Fariña: 1933–34 és 1952–53 - José Torres: 1933–36 és 1948–49 - Juan Hilario Marrero Pérez: 1939–41, 1945–46 és 1958–59 - Eduardo González Valiño: 1941–43 és 1951–52 - Ramón de la Fuente: 1943–45 - Juan Aurre Pérez: 1946–47 - Francisco García Dieste: 1946–47 - Luis Urquiri: 1947–48 - Sabino Anfonegui: 1948–49 - Alejandro Scopelli: 1949–50 - Jerónimo Díaz: 1950–51 - Francisco Casal Rey: 1952–53 - Eduardo Toba Muíños: 1952–53 és 1954–55 - Carlos Iturraspe Cuevas: 1953–54 és 1957–58 - Rodrigo García Vizoso: 1955–56 és 1964–65 - Ángel Zubieta Redondo: 1955–56 és 1956–57 - Diego Villalonga: 1956–57 - Roberto Rodríguez Ozores: 1957–58 - Ernesto Pons: 1958–59 - Jesús Barrio Álvarez: 1959–60 és 1960–61 - Juan Ochoantozana Milicua: 1961–62 és 1964–65 - Enrique Rabasa: 1962–63 | - Rogelio "Lele" Santiago: 1962–63 - Roque Olsen Fontana: 1963–64 és 1970–71 - Luis A. Carniglia Cunape: 1964–65 - Enrique Orizaola Velázquez: 1965–66, 1966–67 és 1973–74 - Dagoberto Moll Sequeira: 1966–67 - Pedro Eguiluz Lamarca: 1967–68 - José María Martín Rodríguez: 1968–69, 1975–77 - Arsenio Iglesias Pardo: 1970–73, 1982–85, 1987–89 és 1990–94 - Fernando Riera Bauza: 1973–74 - Carlos Torres Barallobre: 1973–74 - José A. Irulegui Germadia: 1973–75 - José A. Naya Mella: 1975–76 - Héctor Rial Laguía: 1976–77 - José Sertucha: 1976–77 - José López Rodríguez: 1976–77 - Juan Arza Íñigo: 1976–78 - Enrique Mateos Mancebo: 1978–79 - Luis Suárez Miramontes: 1978–79 - Francisco J. García Verdugo: 1979–80 - José Iglesias "Joselito": 1979–80 - José Martínez Palomar: 1980–82 - Luis Rodríguez Vaz: 1981–82 és 1987–88 - Jesús Aranguren Merino: 1985–86 - Eusebio Ríos: 1986–88 - Marco Antonio Boronat: 1989–90 és 1991–92 | - John Benjamin Toshack: 1994–97 - Carlos Alberto Silva: 1996–98 - José Manuel Corral: 1997–98 - Javier Iruretagoyena Amiano "Irureta": 1998–2005 - Joaquín Caparrós: 2005–2007 - Miguel Ángel Lotina: 2007–2011 - José Luis Oltra: 2011–2012 - Domingos Paciência: 2012–2013 - Fernando Vázquez: 2013–2014 - Víctor Fernández: 2014–2015 - Víctor Sánchez 2015–2016 - Gaizka Garitano 2016–2017 - Pepe Mel 2017 - Cristóbal Parralo 2017–2018 - Clarence Seedorf 2018 |

* Woggenhuber magyar származású volt.

## Elnökök
| - Luis Cornide Quiroga: 1906–08 - Laureano Martínez Brañas: 1908–09 - José Longueira Díaz: 1909–14 - Rogelio Fernández Conde: 1914–18 - Virgilio Rodríguez Rincón: 1918–20 és 1945–46 - José Casal Rey: 1920–22 - Carlos González de Ancos: 1922–23 - Máximo Fernández Gago: 1923–25 - Arcadio García Tizón:1925–26 - Guzmán Rodríguez Rincón: 1926–27 - Galo García Baquero y Saez de Vicuña: 1927–29 - Luis López Rioboo: 1929 - Carlos Allones Roffinac: 1929–30 és 1934–35 - Víctor Mateo Malumbres: 1930–31 - Manuel Negreira Rosende: 1931 - Eugenio Barrero Muñoz: 1931 - Felipe Rodríguez Fernández: 1932–34 - Francisco Portela de Fano: 1935 - José Salvador y Merino: 1935–41 - Aurelio Ruenes Blanco: 1941–45 és 1946–47 | - Ignacio Baeza Torrecilla: 1947 - Manuel Gila Lamela: 1947–48 - Daniel Chaver Gómez: 1948–50 - Enrique Gómez Jiménez: 1950–52 - Manuel Otero Peón: 1952 - Rafael Salgado Torres: 1952–53 - Antonio Martínez Rumbo: 1953–54 - José Iglesias Varela: 1954–56 - Ángel Fernández Murga: 1956–57 - José Luis Pérez Cepeda: 1957 - Feliciano Gómez Pedreira: 1957–59 - Miguel Osset Acosta: 1959 - Jesús Cebrián Brizuela: 1959–64 - Luis J. Vázquez Pena Núñez: 1964–65 - Antonio José González Fernández: 1965–73 - Manuel Sánchez Candamio: 1973–74 - Antonio Álvarez Rodríguez: 1974–82 - Jesús Corzo Sierra: 1982–86 - Andrés García Yáñez: 1986–88 - Augusto César Lendoiro: 1988–2014 | - Tino Fernandez 2014 - |

## Elsődleges források
- A Deportivo de La Coruña hivatalos honlapja(spanyolul)
- A Deportivo de La Coruña hivatalos szurkolói honlapja(angolul)
- Az RSSSF honlapja (statisztikák)(angolul)
- A spanyol bajnokság honlapja(spanyolul)

## Külső hivatkozások
- Nem hivatalos spanyol rajongói honlap (spanyolul)
- A Deportivo statisztikái a Soccernet honlapján Archiválva 2008. szeptember 14-i dátummal a Wayback Machine-ben (angolul)
- A Marca honlapja (spanyolul)
- Képek a Deportivo szurkolóiról (spanyolul)
- A Riazor Blues honlapja (japánul)
- Riazor Blues videók[halott link] (spanyolul)
- Deportivo linkek (japánul)
- Riazor Blues szurkolói dalok, biztatások[halott link] (spanyolul)
- A Riazor Blues-ról a galeon.com honlapján (spanyolul)
- A Riazor Blues-ról a Geocities honlapján (spanyolul)